# رودخانه آه (مونه)
رودخانه آه (به آلمانی: Aa) یک رود در آلمان است که در بریلن واقع شده‌است.